# Jan Serafin (prawnik)
Jan Serafin (ur. 10 sierpnia 1912 w Zagórzanach, zm. 18 grudnia 1987) – polski sędzia, poseł na Sejm PRL III kadencji.

## Życiorys
Uzyskał wykształcenie w Państwowym Gimnazjum i Liceum Ogólnokształcącym im. Jana Matejki w Wieliczce oraz na Wydziale Prawa Uniwersytetu Jagiellońskiego. W czasie II wojny światowej walczył na terenach powiatów myślenickiego i wielickiego w szeregach Batalionów Chłopskich. Po zakończeniu działań wojennych pracował m.in. jako aplikant w Sądzie Okręgowym w Cieszynie oraz sędzia Sądu Powiatowego w Bielsku i Bielsku-Białej (był wiceprezesem tego sądu). W 1948 wstąpił do Stronnictwa Demokratycznego. Przez wiele lat przewodniczył Powiatowemu oraz Miejskiemu Komitetowi tej partii, z ramienia SD był radnym Miejskiej Rady Narodowej w Bielsku-Białej. W 1961 uzyskał mandat posła na Sejm PRL III kadencji, w parlamencie pracował w Komisji Sprawiedliwości. Należał do Związku Bojowników o Wolność i Demokrację.
Pochowany wraz z żoną Katarzyną (1916–2003) na cmentarzu komunalnym w Bielsku-Białej.

## Odznaczenia
- Krzyż Kawalerski Orderu Odrodzenia Polski
- Złoty Krzyż Zasługi
- Srebrny Krzyż Zasługi
- Medal „Za udział w wojnie obronnej 1939”